# ويليام كيلي (سياسي أمريكي)
ويليام كيلي (بالإنجليزية: William Kelly)‏ هو قاضي ومحامي وسياسي أمريكي، ولد في 22 سبتمبر 1786 في كارولاينا الجنوبية في الولايات المتحدة، وتوفي في 24 أغسطس 1834 في نيو أورلينز في الولايات المتحدة. حزبياً، نشط في الحزب الجمهوري الديمقراطي. وقد انتخب عضو مجلس نواب ألاباما وانتخب عضو مجلس الشيوخ الأمريكي.